# Маколи, Реджиналд
Ре́джиналд Хе́бер Мако́ли (англ. Reginald Heber Macaulay; 24 августа 1858 — 15 декабря 1937), также известный как Редж Маколи (англ. Reg Macauley) — английский футболист, центральный нападающий. Выступал за футбольные клубы «Кембридж Юниверсити» и «Олд Итонианс», провёл 1 матч за национальную сборную Англии.

## Семья
Родился в Ходнете (графство Шропшир) в семье преподобного Сэмьюэла Херрика Маколи, настоятеля прихода Ходнета, который был двоюродным братом историка Томаса Бабингтона Маколи. Братом Реджиналда был антиковед Джордж Кэмпбелл Маколи, чья дочь Роза была известной писательницей.

## Футбольная карьера
Реджиналд Маколи окончил Итонский колледж, где играл за школьную команду в 1878 году.
Затем поступил в Королевский колледж Кембриджского университета. В 1881 и 1882 году выступал за футбольную команду университета — клуб «Кембридж Юниверсити». Также был легкоатлетом и представлял Кембридж в легкоатлетических соревнованиях с 1879 по 1882 год в прыжках в высоту и спринте на четверть мили (440 ярдов). В 1879 году стал чемпионом любительской атлетической ассоциации Англии по прыжкам в высоту. В 1882 году получил степень бакалавра, а в 1914 году — почётную степень магистра искусств.
Ещё во время учёбы в Кембридже начал выступать за клуб «Олд Итонианс». С его участием команда трижды подряд выходила в финал Кубка Англии, выиграв один из них. 9 апреля 1881 года «Олд Итонианс» проиграл в финальном матче клубу «Олд Картузианс». В марте 1882 года «Олд Итонианс» обыграл в финале Кубка Англии «Блэкберн Роверс» со счётом 1:0. В марте 1883 года «Олд Итонианс» в третий раз подряд сыграл в финале Кубка Англии, проиграв клубу «Блэкберн Олимпик» в дополнительное время.
12 марта 1881 года провёл свою единственную игру за сборную Англии, в которой англичане разгромно (со счётом 1:6) проиграли сборной Шотландии на лондонском стадионе «Сарри Крикет Граунд».
Чарльз Олкок описал Маколи как «быстрого», «работящего», «тяжёлого центрфорварда», который обладает большой скоростью, однако часто «обгоняет мяч и не очень сообразителен на ближней дистанции». При этом, по мнению Олкока, Маколи обладал хорошим ударом.
Также выступал за клуб «Клэпем Роверс».

## Вне футбола
С 1884 по 1901 год работал торговцем в Британской Индии (в компании Wallace & Co в Бомбее). Также был членом законодательного совета Бомбея. Вернувшись в Лондон, он продолжил заниматься торговлей, продолжая периодически посещать Индию, Бирму и Сиам.
Умер в Хампстеде (Лондон) в декабре 1937 года в возрасте 77 лет.

## Достижения
«Олд Итонианс»
- Обладатель Кубка Англии: 1882
- Финалист Кубка Англии: 1881, 1883

Лёгкая атлетика
- Чемпион любительской атлетической ассоциации Англии по прыжкам в высоту: 1879